# Rinderhorn
De Rinderhorn is een berg in de Berner Alpen in het kanton Wallis in Zwitserland en maakt deel uit van de Balmhorn-groep, die tussen Kandersteg en Leukerbad ligt.
In het oosten is de berg door een graat met de Balmhorn verbonden. In het noordoosten ligt de Altels, waarvan de berg door de Schwarzgletscher gescheiden wordt. In het westen van de berg ligt de Gemmipas. De zuidflank van de berg loopt steil af naar Leukerbad.
De normaalroute voor de beklimming loopt via de Gemmipas en het noordelijke einde van de Daubensee naar het Rindersattel. Vanaf daar wordt de top bereikt via de noordgraat van de berg. De route wordt zowel in de winter als de zomer vaak begaan.